# Hyacinthinae
Hyacinthinae je podtribus šparogovki, dio tribusa Hyacintheae. Rod se sastoji se od 15 rodova, a opisan je 1852. Ime je došlo po rodu  Hyacinthus.

## Rodovi
1. Alrawia (Wendelbo) Perss. & Wendelbo
2. Barnardia Lindl.
3. Bellevalia Lapeyr.
4. Brimeura Salisb.
5. Fessia Speta
6. Hyacinthella Schur
7. Hyacinthoides Heist. ex Fabr.
8. Hyacinthus Tourn. ex L.
9. Leopoldia Parl.
10. Muscari Mill.
11. Othocallis Salisb.
12. Prospero Salisb.
13. Puschkinia Adams
14. Scilla L.
15. Zagrosia Speta